# Phryganogryllacris sphegidipraeda
Phryganogryllacris sphegidipraeda är en insektsart som först beskrevs av Heinrich Hugo Karny 1924.  Phryganogryllacris sphegidipraeda ingår i släktet Phryganogryllacris och familjen Gryllacrididae. Inga underarter finns listade i Catalogue of Life.